# Melanitta americana
L'ànec negre americà (Melanitta americana) és una espècie d'ocell de la família dels anàtids (Anatidae) que era considerat una subespècie de l'ànec negre. Habita llacs i estanys de la tundra a Sibèria oriental, des del riu Lena, cap a l'est, a través de Sakhalín i Kamtxatka, al nord-oest d'Alaska i l'illa Kodiak. També a Terranova. En hivern migren cap al sud, adoptant hàbits marins, per les costes del Pacífic, fins a la Xina i Califòrnia i per la costa atlàntica del Canadà.